# Maksîmivka, Kremenciuk
Maksîmivka (în ucraineană Максимівка) este o comună în raionul Kremenciuk, regiunea Poltava, Ucraina, formată numai din satul de reședință.

## Demografie
Componența lingvistică a comunei Maksîmivka
     Ucraineană (95,91%)
     Rusă (3,75%)
     Alte limbi (0,15%)
Conform recensământului din 2001, majoritatea populației comunei Maksîmivka era vorbitoare de ucraineană (95,91%), existând în minoritate și vorbitori de rusă (3,75%).